# Ahmet Üzümcü
Ahmet Üzümcü (Armutlu, 30 de agosto de 1951) é um turco diplomata de carreira, diretor-geral da Organização para a Proibição de Armas Químicas (OPAQ). Graduou-se Departamento de Relações Exteriores Faculdade de Ciência Política da Universidade de Ancara.

Üzümcü foi cônsul no Consulado Geral em Aleppo, Síria e embaixador em Israel a partir de 28 de julho de 1999 a 30 de junho de 2002. Entre 2002 e 2004, atuou como Representante Permanente da Turquia à OTAN.